# 술카타거북
설카타거북은 거북목 땅거북과에 속하는 파충류이다. 술카타거북의 등갑길이는 40 ~ 70 cm이다. 이것은 설카타 거북이라고도 한다.
주요 분포지는 아프리카 북중부이며 건조한 초원 지대, 반 사막 지대에 서식한다.

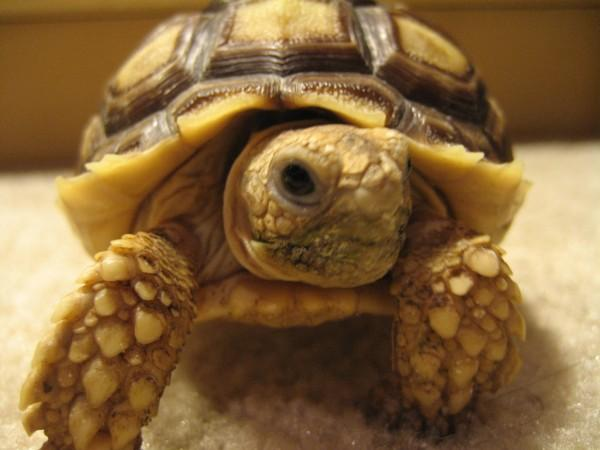
설카타거북 새끼

## 특징
설카타거북의 등갑은 갈색이고, 목과 다리는 노란색을 띤다. 머리는 크고, 윗턱은 이중이다. 넓적다리에 가시와 같은 강한 돌기가 있어서 가시거북이라고 한다. 꼬리 비늘이 등갑과 이어져있다. 수컷은 암컷보다 크며, 등갑 뒷부분이 움푹 패여있다. 암컷은 꼬리가 짧고 뭉특하다.